# S.S.T. Band
 (octobre 2019).
Si vous disposez d'ouvrages ou d'articles de référence ou si vous connaissez des sites web de qualité traitant du thème abordé ici, merci de compléter l'article en donnant les références utiles à sa vérifiabilité et en les liant à la section « Notes et références ».
S.S.T. Band (S.S.T.バンド, S.S.T. bando), était un groupe officiel de la société Sega, formé entre 1988 et 1993 (S.S.T. étant l'acronyme de Sega Sound Team) au Japon, spécialisé dans les arrangements rock des bandes originales des jeux vidéo Sega.
Le groupe a réalisé plusieurs albums et s'est produit à l'occasion de différents festivals, notamment au Game Music Festival.

## Membres du groupe
Le groupe était constitué de six membres : Kimitaka Matsumae et Hiroshi Kawaguchi au clavier, Koichi Namiki et Jouji Iijima à la guitare, Shingo Komori à la basse, et Takehiko Tanabe à la batterie.
Kawaguchi et Komori ont quitté le groupe en 1990, et ont été remplacés par Takenobu Mitsuyoshi et Masato Saito. Tanabe quant à lui a quitté le groupe un an plus tard, et a été remplacé par Hisanori Kumamaru.
| Nom                 | Épellation japonaise | Nom de scène         | Instrument      | Années actives |
| ------------------- | -------------------- | -------------------- | --------------- | -------------- |
| Hiroshi Kawaguchi   | 宮内博史             | Hiro                 | Clavier         | 1988-1990      |
| Issei Noro          | 野呂一生             | Issei Noro           | Guitare (Guest) | 1989           |
| Kimitaka Matsumae   | 松前公高             | HARRIER              | Clavier         | 1988-1993      |
| Takehiko Tanabe     | 田辺健彦             | THUNDER              | Batterie        | 1988-1990      |
| Shingo Komori       | 小森伸吾             | BURNER               | Basse           | 1988-1989      |
| Jouji Iijima        | 飯島丈治             | GALAXY               | Guitare         | 1988-1993      |
| Koichi Namiki       | 並木晃一             | Micky/Pritty K.N     | Guitare         | 1988-1993      |
| Masato Saito        | 斉藤昌人             | TURBO君 (kun)        | Basse           | 1990-1993      |
| Hisanori Kumamaru   | 熊丸久徳             | SPLASHくま (kuma)    | Batterie        | 1991-1993      |
| Takenobu Mitsuyoshi | 光吉猛修             | R三郎丸 (saburōmaru) | Clavier         | 1991-1993      |

Plusieurs de ces membres, notamment Hiroshi Kawaguchi, Takenobu Mitsuyoshi, ou encore Koichi Namiki, étaient, ou sont encore, des compositeurs internes chez Sega, ayant composé certaines bandes son des plus grands jeux arcade de l'éditeur, tels que Out Run, After Burner, Super Hang-On, Galaxy Force, Space Harrier, Fantasy Zone, Daytona USA, ou encore Sega Rally. La majorité des morceaux interprétés par le groupe ont été composés par certains de ses membres.

## Discographie

### Albums
| Année | Titre                                                  | Notes                           |
| ----- | ------------------------------------------------------ | ------------------------------- |
| 1988  | GALAXY FORCE —G.S.M. Sega 1— / S.S.T. BAND             |                                 |
| 1988  | POWER DRIFT & MEGA DRIVE —G.S.M. Sega 2— / S.S.T. BAND |                                 |
| 1989  | SUPER SONIC TEAM —G.S.M. Sega 3— / S.S.T. BAND         |                                 |
| 1990  | HYPER DRIVE —G.S.M. Sega 4— / S.S.T                    |                                 |
| 1991  | Formula —G.S.M. Sega 5— / S.S.T.                       |                                 |
| 1992  | BLIND SPOT / S.S.T. BAND                               | Compositions inédites du groupe |

### Compilations
| Année | Titre                                         | Notes                              |
| ----- | --------------------------------------------- | ---------------------------------- |
| 1989  | MEGA SELECTION —G.S.M. Sega— / S.S.T. BAND    |                                    |
| 1991  | MEGA SELECTION II —G.S.M. Sega— / S.S.T. BAND |                                    |
| 2003  | BACK IN THE S.S.T. BAND !! ~THE VERY BEST~    | Édité sous le label Scitron        |
| 2003  | Sega Arcade 80's Vol. 1                       | Crédité au nom de Sega Sound Team. |

### Bandes originales de jeu vidéo (GSM 1500 Series)
| Année | Titre          | Notes |
| ----- | -------------- | ----- |
| 1990  | After Burner   |       |
| 1991  | Strike Fighter |       |
| 1992  | Out Run        |       |

### Album live
1990 : S.S.T.BAND LIVE! —G.S.M. Sega—, enregistré lors du Game Music Festival de 1990

## Videographie
| Année | Titre                                                  | Notes                              |
| ----- | ------------------------------------------------------ | ---------------------------------- |
| 1990  | S.S.T.BAND LIVE! —G.S.M. Sega—                         |                                    |
| 1992  | GAME MUSIC FESTIVAL ~Super Live '92~                   |                                    |
| 1993  | Game Music Live '93 Natsu ~Kounin Kaizokuban Cassette~ |                                    |
| 2006  | S.S.T.BAND LIVE HISTORY                                | Édité sous le label Happinet Corp. |

## Blind Spot
Au cours des années 2010, une partie des membres se sont reformés sous le nom de groupe "Blind Spot", en référence à l'album éponyme de compositions originales produit par S.S.T.Band en 1992.
Depuis 2017, ce groupe, non officiel cette fois (la place de groupe officiel de Sega étant déjà occupée par [H.], qui compte les anciens membres Hiroshi Kawaguchi et Takenobu Mitsuyoshi), enregistre de nouveaux albums de reprises de thèmes de jeux Sega, et se produit régulièrement sur scène au Japon.